# Bataille de Kiev (1941)
Pour les articles homonymes, voir Bataille de Kiev.
Seconde Guerre mondiale
Batailles
Phase 1
- Brest-Litovsk
- Białystok–Minsk
- Pays baltes
- Raseiniai
- Brody
- Bessarabie et Bucovine du Nord
- Moguilev

Phase 2
- Smolensk
  - Roslavl-Novozybkov (en)
- Avance sur Léningrad

Phase 3
- Ouman
- Odessa
- 1re Kiev
- Tallinn
- Petrikovka (en)
- Ielnia
- Léningrad
- Mer d'Azov (en)

Phase 4
- 1re Kharkov
- Beowulf
- Donbass-Rostov (en)
- Briansk (en)
- 1re Crimée
  - Sébastopol
- Tikhvine
- 1re Rostov
- Gorki
- Moscou

Front de l’Est

Prémices :
- Campagne de Pologne
- Guerre d’Hiver

Guerre germano-soviétique :
- 1941 : L'invasion de l'URSS

- Opération Barbarossa

Front nord : 
- Guerre de Continuation
- Opération Silberfuchs
- Siège de Léningrad

Front central : 
- 2e bataille de Brest-Litovsk
- Bataille de Białystok–Minsk
- 1re bataille de Smolensk
- Bataille de Kiev

Front sud : 
- Siège d'Odessa
- Campagne de Crimée

- 1941-1942 : La contre-offensive soviétique

Front nord : 
- Poche de Demiansk
- Poche de Kholm

Front central : 
- Bataille de Moscou

Front sud : 
- Seconde bataille de Kharkov

- 1942-1943 : De Fall Blau à 3e Kharkov

Front nord : 
- Offensive de Siniavino
- Opération Iskra
- Bataille de Krasny Bor
- Opération Poliarnaïa Zvezda

Front central : 
- Opération Mars

Front sud : 
- Bataille du Caucase (opération Fall Blau)
- Bataille de Stalingrad
- Opération Uranus
- Opération Saturne
- Offensive d'Ostrogojsk-Rossoch
- Offensive de Voronej-Kastornoe
- Opération Gallop
- Opération Étoile
- Troisième bataille de Kharkov

- 1943-1944 : Libération de l'Ukraine et de la Biélorussie

Front central : 
- 2e bataille de Smolensk
- Opération Bagration

Front sud : 
- Bataille de Koursk
- Bataille du Dniepr
- Offensive Dniepr-Carpates
- Offensive de Crimée
- Offensive de Lvov-Sandomir

- 1944-1945 : Campagnes d'Europe centrale et d'Allemagne

Allemagne : 
- Offensive Vistule-Oder
- Offensive de Poméranie orientale
- Siège de Breslau
- Offensive de Prusse-Orientale
- Bataille de Königsberg
- Bataille de Seelow
- Bataille de Bautzen
- Bataille de Berlin
- Capitulation allemande

Front nord et Finlande : 
- Guerre de Laponie
- Offensive Leningrad-Novgorod
- Bataille de Narva

Europe orientale : 
- Opération Margarethe
- Insurrection de Varsovie
- Soulèvement national slovaque
- Opération Panzerfaust
- Bataille de Budapest
- Opération Frühlingserwachen
- Offensive de Vienne
- Insurrection de Prague
- Offensive de Prague
- Bataille de Slivice

Front d’Europe de l’Ouest

Campagnes d'Afrique, du Moyen-Orient et de Méditerranée

Bataille de l’Atlantique

Guerre du Pacifique

Guerre sino-japonaise

Théâtre américain
La bataille de Kiev est le nom allemand de l'opération qui a réussi un très important encerclement de troupes soviétiques aux environs de Kiev pendant la Seconde Guerre mondiale.
Cette bataille est considérée comme le plus grand encerclement de l'histoire. La bataille a duré du 7 août au 26 septembre 1941 dans le cadre de l'opération Barbarossa. Dans l'histoire militaire soviétique, le nom de cette bataille est l’opération défensive de Kiev (Киевская оборонительная операция), avec un début le 7 juillet.

## Déroulement de la bataille

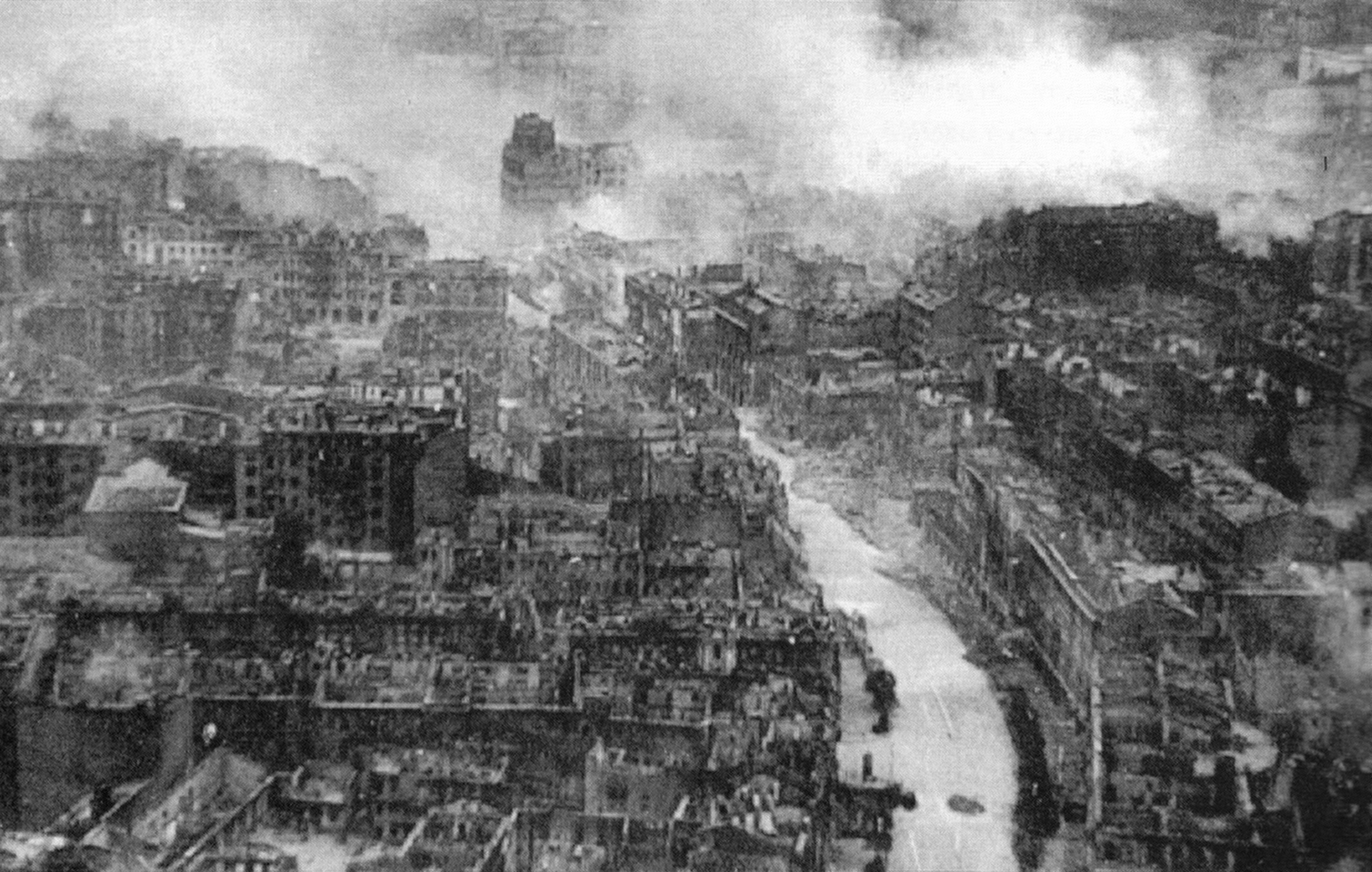
Kiev en ruine après les bombardements allemands (1941)

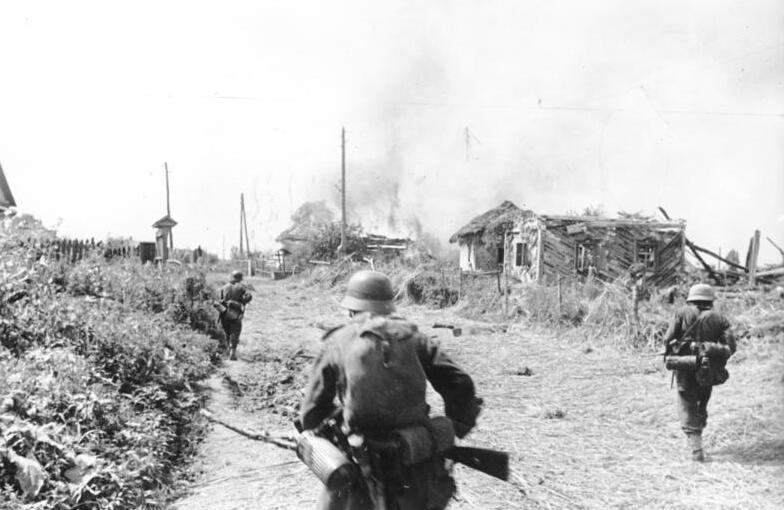
Soldats allemands dans la campagne russe (1941)

Après le succès de la Wehrmacht dans le secteur central du front de l'Est, il subsistait une énorme force soviétique dans le sud, autour de Kiev. Cette force posait une menace importante pour l'avance allemande car elle était la plus grande concentration de troupes soviétiques sur le front de l'Est à cette époque.
À la fin du mois d’août, deux possibilités s’offraient au haut commandement de l'armée allemande. La première : poursuivre  l'avancée sur Moscou; la seconde : mettre (temporairement) de côté cet objectif afin d'aider les deux autres groupes de l'armée (du Nord et du Sud), tous deux ayant pris du retard. Parce que l'armée allemande du Groupe Sud manquait de forces suffisantes pour encercler et détruire les forces du maréchal Semion Boudienny, une partie significative du groupe d'armées Centre fut envoyée pour accomplir cette tâche. Le 3 août, Hitler décide de retarder temporairement l'avancée dans le secteur centre sur Moscou pour attaquer vers le sud et Kiev en Ukraine.
La majeure partie du 2e groupe de Panzers et de la 2e armée sont détachés de l'armée du groupe Centre et envoyés dans le sud. Ils ont pour mission d'encercler Semion Boudienny dans le sud en collaboration avec le groupe d'armées Sud du 1er groupe de Panzers sous le commandement du général Paul Ludwig Ewald von Kleist.
Les Panzers (du général P. L. Ewald von Kleist) avancent rapidement, le 12 septembre 1941, ils tournent vers le nord et traversent le fleuve Dniepr, réussissant à  rejoindre une tête de pont du groupe Centre à Tcherkassy et Krementchoug, coupant l'arrière de l'armée soviétique. Le 16 septembre, Paul Ludwig Ewald von Kleist rejoint Guderian (commandant du 2e groupe de Panzers) au sud et avance sur la ville de Lokhvytsia, à 195 km à l'est de Kiev. Boudienny est pris au piège et est destitué le 13 septembre. Aucun successeur n'est nommé, laissant les troupes aux commandants de divisions.
Le commandant du front Sud-Ouest, Mikhaïl Kirponos, est tué derrière les lignes ennemies alors qu'il tentait de s'échapper. Le désastre de Kiev est une défaite sans précédent pour l'Armée rouge, excédant même la défaite de la bataille de Białystok–Minsk de juin 1941.
L'encerclement a fait 452 700 prisonniers, permis de capturer 2 642 canons / mortiers et 64 tanks. Seuls 15 000 hommes ont pu s'échapper le 2 octobre. 
Au total, le Front sud-ouest a subi 700 544 pertes, incluant 616 304 tués, capturés ou disparus pendant le mois de la bataille de Kiev. Quatre armées soviétiques constituées de 43 divisions ont quasiment été annihilées. Comme le front de l'Ouest soviétique, le front Sud-Ouest a dû être reconstitué en entier.

## Suites et conséquences

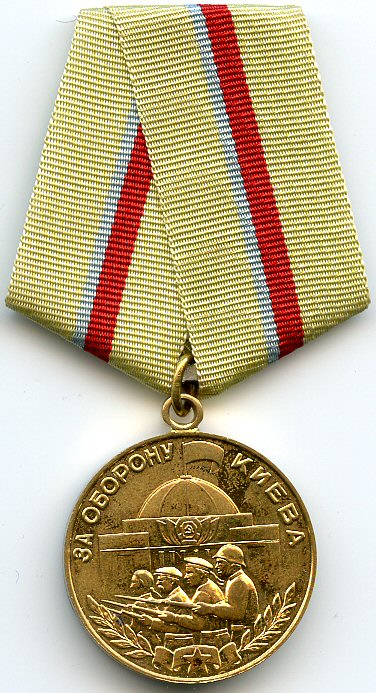
Médaille décernée à 107 504 soldats soviétiques (Pour la Défense de Kiev), établie le 21 juin 1961 par décret du Præsidium du Soviet suprême.

Cette victoire permit à Hitler de lancer la phase suivante de son plan pour conquérir l'URSS, l'opération Typhon qui donna lieu à la bataille de Moscou. Toutefois, malgré les statistiques avantageuses de la bataille pour l'Allemagne, la campagne lui coûta aussi 3 précieuses semaines d'initiative stratégique qui furent retirées au Groupe d'armées Centre, normalement censé avancer sur la capitale soviétique. De ce point de vue, comme Guderian l'avait craint, l'opération est largement responsable du retard allemand dans l'exécution de l'opération Barbarossa et du redressement significatif des forces soviétiques fin décembre 1941 lors de la bataille de Moscou.